# Горбатюк, Ирина Михайловна
Ири́на Миха́йловна Горбатю́к (до 1984 — Малиночка; род. 18 декабря 1963, Минск) — советская, белорусская и французская волейболистка. Игрок женских сборных СССР (1985—1990), Беларуси (1993—1996), Франции (1998—1999). Чемпионка мира 1990, чемпионка Европы 1985. Мастер спорта СССР международного класса (1987). Центральная блокирующая.

## Биография
Начала заниматься волейболом в Минске. Выступала за минский «Коммунальник» и АДК (Алма-Ата), в составе которых четырежды становилась призёром чемпионатов СССР, трижды выигрывала Кубок обладателей кубков ЕКВ. В 1993—1998 — играла во Франции, в 1998—1999 — в Италии. 
В 1982 году в составе молодёжной сборной СССР стала чемпионкой Европы. 
В женской сборной СССР в выступала в 1985—1991 годах. В её составе: чемпионка мира 1990, бронзовый призёр Кубка мира 1985, чемпионка Европы 1985, серебряный призёр чемпионата Европы 1987, двукратный победитель Игр доброй воли (1986, 1990), участница чемпионата мира 1986, участница Гала-матчей ФИВБ 1991.
В 1993—1996 выступала за сборную Беларуси, а в 1998—1999 — за сборную Франции.
В настоящее время проживает во Франции, работает тренером.

### Клубная карьера
- 1980—1989 —  «Коммунальник» (Минск);
- 1989—1991 —  АДК (Алма-Ата);
- 1993—1994 —  «Расинг Клуб де Франс» (Париж);
- 1994—1998 —  «Расинг Клуб де Франс» (Вильбон-сюр-Иветт);
- 1998—1999 —  «Сиракузано Ланчия» (Мессина).

## Достижения

### Клубные
- двукратный серебряный (1990, 1991) и двукратный бронзовый (1986, 1987) призёр чемпионатов СССР.
- победитель розыгрыша Кубка СССР 1990;
  - бронзовый призёр Кубка СССР 1985.
- 3-кратный бронзовый призёр чемпионатов Франции — 1995, 1996, 1998.

- 3-кратный победитель розыгрышей Кубка обладателей кубков ЕКВ — 1987, 1990, 1991:
  - серебряный призёр Кубка обладателей кубков ЕКВ 1994.
- бронзовый призёр Кубка Европейской конфедерации волейбола 1995.

### Со сборными СССР
- чемпионка мира 1990.
- бронзовый призёр розыгрыша Кубка мира 1995.
- чемпионка Европы 1985;
  - серебряный призёр чемпионата Европы 1987.
- двукратный победитель Игр доброй воли — 1986, 1990.
- чемпионка Европы среди молодёжных команд 1982.

## Семья
Муж — Леонид Горбатюк, бывший украинский волейболист, с 1993 выступал во Франции.
Сын — Назарий Горбатюк (род. 1988), волейболист, выступал в Беларуси, Франции и Люксембурге.

## Источник
- Волейбол. Энциклопедия/Сост. В. Л. Свиридов. Москва: Издательства «Человек» и «Спорт» — 2016.